# 貪犬
貪犬（Phlaocyon）是已滅絕的犬科。
貪犬長約80厘米，比較像貓或浣熊多於像狗，而牠的頭顱骨顯示牠是原始的犬科。貪犬可能像浣熊般經常攀樹。牠的頭短而闊，並有向前看的眼睛。貪犬不像現今的犬科，並沒有可以撕開身體的牙齒。故此估計牠是雜食性的。